# Barbacenia pabstiana
Barbacenia pabstiana är en enhjärtbladig växtart som beskrevs av Lyman Bradford Smith och Edward Solomon Ayensu. Barbacenia pabstiana ingår i släktet Barbacenia och familjen Velloziaceae. Inga underarter finns listade.